# Sandtigerhaj
Sandtigerhaj (Carcharias taurus) är en haj i ordningen håbrandsartade hajar. Den blir vanligtvis runt 2,2 meter, i sällsynta fall upp till 4 meter.

## Taxonomi
I samma släkte blev med Carcharias tricuspidatus ytterligare en art beskriven men den godkänns inte längre.
Sandtigerhajen har ungefär samma utseende som skräckhajar (Odontaspis) men enligt nyare studier uppkom dessa likheter genom konvergent evolution och båda släkten bör inte längre listas i samma familj. Det vetenskapliga namnet för sandtigerhajens familj blir Carchariidae.
Släktnamnet är bildat av det gammalgrekiska ordet karkharías som betyder haj.

## Utseende
Sandtigerhajen är en knubbig och rund haj med en ganska spetsig nos. Tänderna är böjda utåt. Färgen på hajen brukar vara ljusbrun, ibland lite gråbrun.
Den bekräftade maximala längden för arten är 3,18 meter och enligt obekräftade berättelser förekommer upp till 4,30 meter långa exemplar.

## Utbredning
Sandtigerhajen förekommer i kustnära subtropiska  vatten från en meters djup till åtminstone 190 meters djup, men håller sig för det mesta på 15-25 meters djup, ofta nära eller på botten. Den förekommer ibland även pelagiskt och vid ytan. I Stilla Havet finns den runt kusterna av Australien, Thailand och Kina och i Atlanten vid Nordamerikas ostkust samt framför södra Brasilien, Uruguay och norra Argentina. Arten lever vid nästan hela Afrikas kust, förutom i tropiska vatten och utanför Somalia. Den hittas även i västra Medelhavet. Sandtigerhajen är förknippad med undervattensgrottor och rev.

## Ekologi

### Föda
Sandtigerhajen lever till största delen av benfiskar men även av andra broskfiskar, kräftdjur och ibland av marina däggdjur som sälar och delfiner. Den jagar ofta i stim efter andra stimfiskar.

### Fortplantninig
Fortplantningen sker vartannat år.
Sandtigerhajen praktiserar adelfofagi som är en form av vivipari där embryona äter upp varandra samt obefruktade ägg. Honan har två livmödrar, och det största ynglet i varje livmoder äter upp de mindre ynglen, med resultatet att till slut endast två ungar föds.
Honan är dräktig i 9 till 12 månader. Fram till en längd av cirka 17 cm har ynglen en gulesäck och de saknar tänder. När ynglen blir större börjar kannibalismen. De två ungarna som överlever har vid födelsen en längd av 95 till 105 cm.
Exemplar av hankön kan para sig när de är 5 till 6 år gamla och honor efter minst 6 år. Individerna ökar sin storlek snabb under de första fem åren och de är full utvecklade vid cirka 16 år. Flera sandtigerhajar levde mer än 17 år.

## Människan och sandtigerhajen
Sandtigerhajen ser farlig ut men är nästan harmlös. Den angriper mycket sällan människor, bara om den är mycket uppretad eller hotad. Hajen är inte så skygg och det har blivit ett problem för den. Den är lätt att fiska och är längs flera kuster svårt utrotningshotad. Flera exemplar hamnar som bifångst i fiskenät. Enligt uppskattningar minskade populationen i norra Atlanten med 30 till 49 procent och i andra regioner med något över 80 procent under de gångna 74 åren (tre generationer räknad från 2020). IUCN listar arten som akut hotad (CR).
Arten är vanlig i havsakvarier över hela världen.